# Scottish Maiden

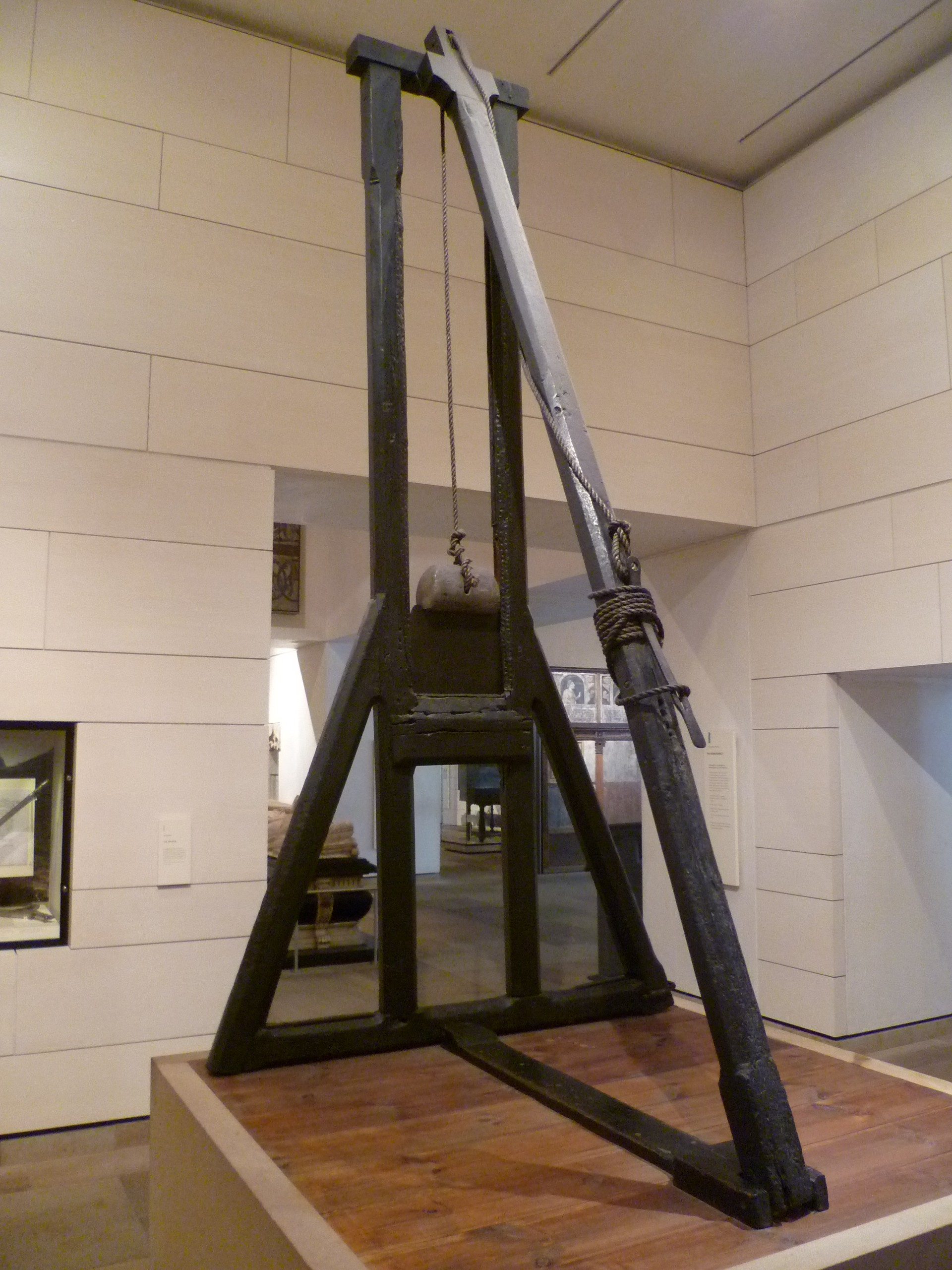
'Schotse Maagd' te zien in het National Museum of Scotland, Edinburgh (juli 2011)

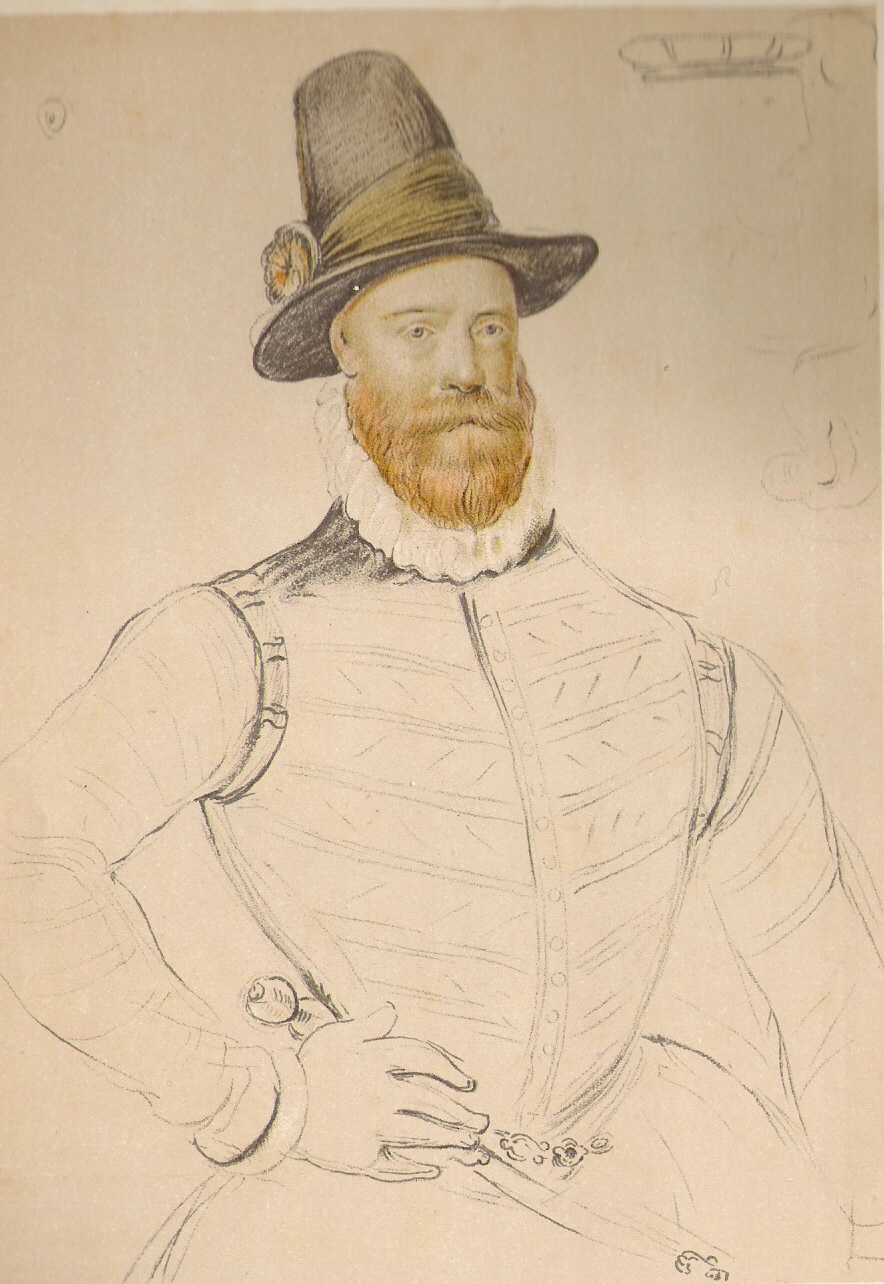
James Douglas, 4de Graaf van Morton

De Scottish Maiden, Schotse Maagd of kortweg Maiden is een vroege vorm van guillotine, die tussen de 16e en 18e eeuw werd gebruikt als executiemiddel in Edinburgh, Schotland. Het apparaat werd geïntroduceerd in 1564 tijdens het bewind van Maria I van Schotland en werd voor het laatst gebruikt in 1716. Het dateert van vóór het gebruik van de guillotine tijdens de Franse Revolutie.
Het apparaat is in Edinburgh gebouwd van eikenhout, met een loden gewicht en een ijzeren mes. Het staat tentoongesteld in het  Nationaal Museum van Schotland in Edinburgh.

## Geschiedenis
De eerste geregistreerde executie was die van Thomas Scott van Cambusmichael, op 3 april 1565. De rekeningen van de stadspenningmeester voor deze executie vermelden de betaling voor het verplaatsen van de onderdelen van de Maiden van Blackfriars naar het stadskruis, het in elkaar zetten van de machine en het daarna neerhalen ervan.
Tijdens de minderjarigheid van koning James VI werd regent James Douglas, 4de Graaf van Morton in 1581 met behulp van de Scottish Maiden geëxecuteerd.
Tussen 1564 en 1710 werden meer dan 150 mensen met behulp van de Scottish Maiden geëxecuteerd, waarna het buiten gebruik werd gesteld. Opmerkelijke slachtoffers waren onder meer Archibald Campbell, 1st Markies van Argyll, in 1661, geëxecuteerd na de restauratie van Charles II, en zijn zoon Archibald Campbell, 9de Graaf van Argyll, in 1685, geëxecuteerd omdat hij van plan was een opstand tegen James VII te leiden.
De laatste executie met de Maiden was die van John Hamilton op 30 juni 1716, wegens de moord op een herbergier tijdens een vechtpartij.
Het apparaat werd opgeborgen en, toen het werd herontdekt, tentoongesteld in het Museum of Antiquities, nu het Nationaal Museum van Schotland.